# Hüfte (Anatomie)
Als Hüfte (über frühneuhochdeutsch hüffte von althochdeutsch huffi, dem Plural zu huf, „Hüfte“, lateinisch Coxa) bezeichnet man in der Anatomie die Körperregion seitlich des Beckens. Sie erstreckt sich vom Oberrand (Mensch) bzw. Vorderrand (vierfüßige Tiere) des Beckens bis zum Oberschenkelknochen. Die knöcherne Grundlage bildet das Hüftbein (Os coxae). Die beiden Hüftgelenke (Articulationes coxae) sind ebenfalls Teil der Hüfte, sie werden im klinischen Sprachgebrauch manchmal mit dem Begriff „Hüfte“ gleichgesetzt. Der hintere (Mensch) bzw. obere (vierfüßige Tiere) Teil der Hüfte ist die Gesäßregion (Regio glutaea).

## Hüftmuskeln
Zu den Hüftmuskeln gehören:
- Innere vordere Hüftmuskeln
  - Musculus psoas major
  - Musculus iliacus
- Gesäßmuskeln
  - Musculus gluteus maximus
  - Musculus gluteus medius
- tiefe äußere Hüftmuskeln
  - Musculus gluteus minimus
  - Musculus piriformis
  - Musculus gemellus superior
  - Musculus gemellus inferior
  - Musculus obturator externus
  - Musculus quadratus femoris

## Leitungsbahnstraßen
Im Bereich der Hüfte gibt es verschiedene Öffnungen und Kanäle für die Leitungsbahnen der unteren Extremität:
- Lacuna musculorum et vasorum
- Schenkelring (Anulus femoralis)
- Canalis obturatorius
- Foramen suprapiriforme
- Foramen infrapiriforme
- Foramen ischiadicum minus

## Hüftumfang
Die Form der Hüfte wird von Beckenform, den Muskeln und dem Unterhautfett bestimmt. Der Hüftumfang ist ein wichtiges Körpermaß. Es wird zur Bestimmung der Konfektionsgröße, aber auch als Indikator für gesundheitliche Risiken genutzt. Darüber kann es in Verhältnis zum Taillenumfang gesetzt werden (Taille-Hüft-Verhältnis). Der Hüftumfang wird mit einem flexiblen Maßband an der dicksten Stelle des Gesäßes bestimmt. Es ist als einziges Körpermaß bei Mädchen im Alter von 11 bis 17 Jahren im Mittel größer als bei Jungen.